# Dicaeum
Dicaeum és un gènere d'ocells de la família dels dicèids (Dicaeidae) de vegades coneguts com a picaflors. Habiten medis tropicals d'Àsia meridional i Australàsia, des de l'Índia, cap a l'est, fins a les Filipines i el sud d'Austràlia. El gènere està estretament relacionat amb Prionochilus, amb el qual forma un grup monofilètic.
Els membres d'aquest gènere són moixons molt petits, robusts, sovint de colors brillants, que fan 10 - 18 cm de llargària, amb cua curta, becs curts, corbs i gruixuts i llengües tubulars. Aquestes característiques reflecteixen la importància del nèctar en la dieta de moltes de les espècies, encara que també mengen baies, aranyes i insectes. Ponen de dos a quatre ous, normalment en un niu en forma de bossa, suspès d'un arbre.

## Taxonomia
El gènere Dicaeum va ser introduït pel naturalista francès Georges Cuvier el 1816. El nom prové del grec antic «dikaion». Cuvier va afirmar que aquesta era una paraula per a un ocell indi molt petit esmentat per l'autor romà Claudius Aelianus, però la paraula probablement es referia en realitat a l'escarabat Scarabaeus sacer. L'espècie tipus va ser designada com el picador de Mindoro per George Robert Gray el 1840.
Hi ha divergències en quant al nombre, les espècies i subespècies incloses en aquest gènere. Segons la classificació del Congrés Ornitològic Internacional (versió 14.2, 2024), aquest gènere conté 48 espècies:
- Dicaeum dayakorum - picaflors d'ulleres.
- Dicaeum annae - picaflors de la Sonda.
- Dicaeum agile - picaflors becgròs. (Pachyglossa agilis)*
- Dicaeum aeruginosum - picaflors ratllat. (Pachyglossa agilis aeruginosa)*
- Dicaeum everetti - picaflors dorsibrú. (Pachyglossa everetti)*
- Dicaeum proprium - picaflors bigotut. (Pachyglossa propria)*
- Dicaeum chrysorrheum - picaflors estriat.
- Dicaeum melanozanthum - picaflors ventregroc.
- Dicaeum vincens - picaflors de Sri Lanka.
- Dicaeum aureolimbatum - picaflors de flancs grocs.
- Dicaeum nigrilore - picaflors de Mindanao.
- Dicaeum anthonyi - picaflors de corona daurada.
- Dicaeum kampalili - picaflors de corona vermella.
- Dicaeum bicolor - picaflors bicolor.
- Dicaeum australe - picaflors de les Filipines.
- Dicaeum haematostictum - picaflors pitnegre.
- Dicaeum retrocinctum - picaflors de Mindoro.
- Dicaeum quadricolor - picaflors de Cebu.
- Dicaeum trigonostigma - picaflors de ventre taronja.
- Dicaeum hypoleucum - picaflors brunzidor.
- Dicaeum erythrorhynchos - picaflors becclar.
- Dicaeum concolor - picaflors dels Nilgiri.
- Dicaeum minullum - picaflors senzill.
- Dicaeum virescens - picaflors de les Andaman.
- Dicaeum pygmaeum - picaflors menut.
- Dicaeum nehrkorni - picaflors de Nehrkorn.
- Dicaeum erythrothorax - picaflors de Buru.
- Dicaeum schistaceiceps - picaflors de Halmahera.
- Dicaeum vulneratum - picaflors cendrós.
- Dicaeum pectorale - picaflors pectoral.
- Dicaeum geelvinkianum - picaflors de Nova Guinea.
- Dicaeum nitidum - picaflors de les Louisiade.
- Dicaeum eximium - picaflors de les Bismarck.
- Dicaeum aeneum - picaflors de les Salomó.
- Dicaeum tristrami - picaflors de Makira.
- Dicaeum igniferum - picaflors carminat.
- Dicaeum maugei - picaflors de Maugé.
- Dicaeum keiense - picaflors pit-rosat (separat de D. hirundinaceum).
- Dicaeum hirundinaceum - picaflors australià.
- Dicaeum celebicum - picaflors de Sulawesi.
- Dicaeum monticolum - picaflors de Borneo.
- Dicaeum ignipectus - picaflors pit de foc.
- Dicaeum cambodianum - picaflors de Cambodja (separat de D. ignipectus).
- Dicaeum beccarii - picaflors de Sumatra (separat de D. ignipectus).
- Dicaeum luzoniense - picaflors de Luzon (separat de D. ignipectus).
- Dicaeum sanguinolentum - picaflors sagnant.
- Dicaeum cruentatum - picaflors de dors escarlata.
- Dicaeum trochileum - picaflors cap-roig.

(*) Birds of the World / Cornell Lab of Ornithology considera que aquest gènere conte 4 espècies menys i que les quatre referenciades pertanyen al gènere Pachyglossa.
Per altra banda, BirdLife Internacional en considera que en té 50 d'espècies. D. aeruginosum i D. virescens no les considera espècies de ple dret i hi afegeixes les 4 següents:
- Dicaeum rhodopygiale - picaflors de l'illa de Flores: la considera espècie separada de D. sanguinolentum basant-se en l'estudi de Rheindt i Eaton (2019).[12]
- Dicaeum wilhelminae - picaflors de Sumba: Fins ara es tractava com a coespecífic amb D. sanguinolentum i D. hanieli, però difereix del darrer en caràcters donats sota aquesta espècie. Difereix de l'anterior en plomatge i veu aparentment molt diferent (Boesman 2016).[13]
- Dicaeum hanieli - picaflors de Timor: Diferències de plomatge amb D. sanguinolentum i D. wilhelminae.
- Dicaeum ignicolle - picaflors de les Aru: Diferències de plomatge amb D. hirundinaceum i D. keiense.